# Grubeorme
Grubeorme (Crotalinae) er en underfamilie af giftige slanger, som lever i Eurasien og Amerika. De kan kendes på et varmefølsomt organ i en lille fordybning mellem øjet og næseboret på hver side af hovedet. Der kendes for tiden 18 slægter og 151 arter af grubeorme.

## Taksonomi
Følgende slægter hører under grubeorme:
- Agkistrodon (3 arter)
- Atropoides (3 arter)
- Bothriechis (7 arter)
- Bothriopsis (7 arter)
- Bothrops (32 arter)
- Calloselasma (1 art)
- Cerrophidion (3 arter)
- Crotalus (29 arter)
- Deinagkistrodon (1 art)
- Gloydius (9 arter)
- Hypnale (3 arter)
- Lachesis (3 arter)
- Ophryacus (2 arter)
- Ovophis (3 arter)
- Porthidium (7 arter)
- Sistrurus (3
- Trimeresurus (35 arter)
  - Blandt andet hvidlæbet palmehugorm
- Tropidolaemus (2 arter)